# Francés de Corteta

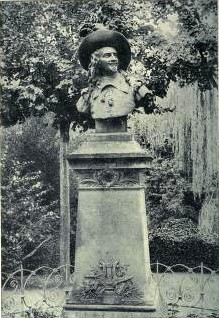
Bust obsequiat pels felibres a Agen (avui destruït)

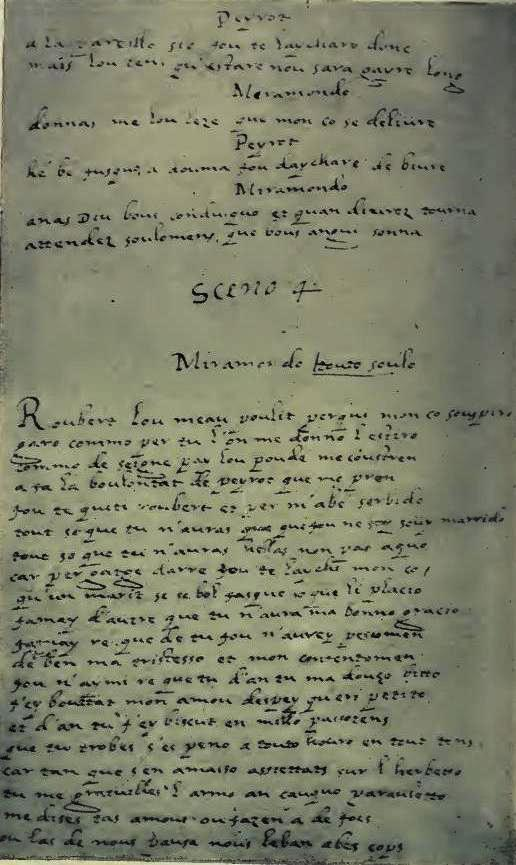
Manuscrit de Corteta

Francés de Corteta o Corteta de Prades —en francés: François de Cortète o Cortète de Prades— (Agen, 1586 – Hautefage, 3 de setembre de 1667) fou un poeta i escriptor dramàtic barroc occità del segle xvii.

## Biografia
Era senyor de Cambes i de Prades, d'una família magistrats d'Agen. Estudià al Col·legi d'Agen, fou patge del vescomte d'Aubeterre i soldat d'Adrien de Montluc, a qui acompanyaria fins al setge d'Hondarribia i la  presa de Salses el 1639.
Fou autor de tres obres de teatre, possiblement escrites entre 1620 i 1625 i que els seus fills publicaren el 1648: Ramounet, ou lo païsan agenez tournat de la guerro, La Miramoundo (ambdues intrigues situades en el món rural) i Sancho Panço al Palais del Duc (farsa comèdia inspirada pel segon tom del Don Quixot de la Manxa de Miguel de Cervantes) Aquestes obres, que més tard influïrien en Jean Racine, utilitzen l'esquema dels amors intervinguts per passions exteriors i estableixen cadenes d'amors impossibles amb forces intrigues amb to tràgic, si bé són comèdies. Fan un bon ús de la llengua occitana, però els models usats són francesos. Corteta també compongué un poema, Las lermas del gravèr.